# Ястреб (Наруто)
Ястреб (на японски: 鷹, Taka) е група от нинджи в японското аниме и манга Наруто: Ураганни Хроники, създадени от Масаши Кишимото. Тя е сформирана от Саске Учиха, след като той избягва от Орочимару, събирайки трима от предишните му подчинени (това са и членовете на групата). Тази четиричленна група се състои от: Джуго, Карин, Суйгетсу Хозуки и самия Саске Учиха. Първоначално, когато е създадена се нарича Змия (на японски: 蛇, Hebi, буквално преведено Бяла змия) с мисия да намери и убие брата на Саске – Итачи Учиха, за да отмъсти за избиването на клана Учиха. След смъртта на Итачи и след като Саске разбира, че клана е избит по заповед на селото, той преименува групата на „Ястреб“ и сменя мисията ѝ на унищожението на Селото скрито в Листата. През това време, Саске се съгласява да работи с Акатски, за да им помогне да хванат осем-опашатия демон; по-късно членовете на Ястреб започват да носят наметала на Акатски, за да докажат това.

## Джууго
Джуго е притежателят на оригиналния печат на Орочимару. От време на време без негово желание печата го завладява, карайки го да убива, без значение дали жертвата е негов приятел или враг. Главната причина да се присъедини към Ястреб, е че Саске е неговият единствен спомен от Кимимаро.
Карин Узумаки
Карин е една от клана Узумаки. Тя не притежава никакво джутсу, но това я прави необикновена. Когато позволява да смучат от чакрата ѝ, така тя лекува хора. Може и да вижда чакрата на противника. Тя е слаба в битки!
Външен вид:
Карин е с червена коса и кафяви очи. Носи черни очила. С лилава блуза е. Доста си пада по Саске, но за него тя е безполезна!!

## Саске Учиха
Саске Учиха (на японски: うちは　サスケ) е измислен герой от японското аниме и манга серии Наруто, създадени от Масаши Кишимото. Учиха означава „ветрило“, а Саске идва от името на легендарен японски самурай.
Генин от Селото скрито в листата (Коноха), Саске е един от последните оцелели членове на клана Учиха. Този клан е известен с генетичната способност да използва окото Шаринган. Това око позволява на потребителя си да копира всяка техника на противника. Саске е посветил живота си да отмъсти на по-големия си брат – Итачи Учиха, човекът, отговорен за смъртта на клана. Освен това Саске е един от най-желаните младежи в Коноха и има най-добри оценки от всички в Академията. Той е усвоил и техниката на Какаши Хатаке, наречена Чидори. По-късно овладява знаците (прокълнатия печат), сложени му на врата от Орочимару, благодарение на Звуковата четворка. Те го правят още по-силен и му позволяват да надвие Наруто Узумаки в боя им. В началото на серията, те са заклети врагове, но с течение на времето стават най-добри приятели. След като побеждава Наруто, Саске отива при Орочимару, за да го научи на техники и да може да убие брат си – Итачи Учиха. Но Орочимару иска да се прехвърли в тялото му, затова, в Наруто: Ураганни Хроники, Саске го убива, но това не е краят
По-късно, във II част, Саске сформира свой екип от елитни нинджи – „Змия“ (蛇, Hebi, букв. преведено бяла змия). В него участват: Суйгетсу Хозуки, Карин, Джуго и самия Саске.
Карин е влюбена в Саске от първия път в който го е срещнала, но Саске мове да се каже че харесва Сакура Харуно (която също го харесва).
От престоя си при Орочимару, Саске се е научил на много техники със змии, както и да изпуска две огромни змии от ръкавите си. По-късно развива техниката Чидори, като я превръща в Чидори Нагаши. С нея е дори по-бърз от Рок Лий.
Когато Орочимару се опитва да превземе тялото на Саске, Саске го убива и тръгва след брат си – Итачи Учиха. В същото време Наруто и приятелите му тръгват да го търсят. Но двамата братя се сбиват и боя има продължава вече 4 глави от мангата. В двубоя им се виждат техники като Аматерацу и Тсакуоми от Итачи, а от Саске – страхотен Светкавичен елемент. В отговор на Аматерацуто на Итачи, Саске използва Светкавичния елемент, с който почти убива брат си. После Саске бива притиснат до една стена от брат си. Мислейки, че Итачи ще извади очите му, Саске стои прилепен към стената, но Итачи го докосва само по челото и пада на земята мъртъв. Саске също изпада в безсъзнание след тежката битка. После става ясно, че с това докосване върху Саске, Итачи всъщност е предал на Саске всичките способности на очите си вклиучително и Мангекю Шаринган. Мадара Учиха, който се крие под името Тоби в организацията Акатцки прибира Саске и го превързва. След като Саске се събужда Мадара му разказва истината за Итачи:как Итачи е бил двоен агент-от една страна към клана, а от друга към селото Коноха; как по заповед на управата на селото Итачи е избил клана си и после пак по заповед от селото е трябвало да се присъедини към Акатцки за да ги наблюдава от вътре. Мадара му разказва как Итачи е успял да убие приятели роднини и родители но не е успял да убие само малкият си брат. С цел Саске да го мрази за да стане колкото се може по-силен, Итачи не е казал на брат си истината и преди да напуснел селото помолил и Третия Хокаге да не му я казва.
След като преживява шока от наученото, Саске преименува отборът от „Змия“(„Hebi“) на „Орел“(„Taka“), чиято цел е унищожението на Коноха.
Преди да тръгне към Коноха, Саске се присъединява към Акатцки и му е възложена мисия да залови осем- опашатия звяр, който е в тяло на човек, наречен Килър Би и е брат на Райкагето от страната на облаците. В битката почти целия отбор на саске бива убит, но той си спомня как всички мислят за него и го спасяват(Джууго спасява Саске след трансплантация на живи клетки в тялото му от cursed seala на орочимару след като Приемника на БИЖУУТО (опашат демон чудожище като Киюби-лисицата в Наруто) го атакува и му прояжда тялото, а по-рано Карин го спасява чрез смукжане на чакра), той използва Аматерасу и спасява отбора си от унищожение. Обаче в чаптър 419 се установява, че Килър Би е жив, а Райкаге пуска нинджи след Саске. Той изпраща съобщения до 5-те Кагета да ги предупреди, че Акатцки отново настъпват. Освен тези съобщения той праща съобщение до Коноха, че ще се справя с Учиха Саске. Междувременно Пейн и Конан атакуват Коноха чрез очната техника на Пейн, която според преданието е доуджуцу на създателя на нинджа света. По това време Наруто изучава техниките на мъдреца от мъдреца Фукасаку, който се е бил с Пейн на страната на Джирая. Наруто учи техника, наречена тоад фу(крастава жаба боен стил) и саге модо (чрез чакра на куубито той се слива с природата и използва чакра от нея, което му позволява да ползва техниките на мъдреца. Според думите на Фукасаку той е The Destined child (детето, което ще промени света) и малкото протеже на Джирая.

## Суйгетсу Хозуки
Суйгетсу Хозуки е воден тип нинджа. Способен е да използва водно чудовище макар да не се знае името му. Той има и 2 вид от оръжието на Кисаме, но е много различно от неговото(тоест на Кисаме). Той е от отбора Hebi (отбора които Саске е формирал). Когато се заемат със залавянето на Килър Би, Суегтсу трансформира водното животно, за да спаси отбора си, от формата на Килър Би (гигантският октопод).